# Indoor Sports Supercup
Der Indoor Sports Supercup ist der gemeinsam ausgeführte Supercup der Schweizer Indoorsportarten Basketball, Handball, Unihockey und Volleyball der Damen sowie Herren. Die erste Austragung des gemeinsamen Supercups fand am 5. und 6. September 2015 im Hallenstadion in Zürich statt und wurde von 7'000 Zuschauern verfolgt. Seit dem Jahr 2016 gibt es mehrere Wechsel der Austragungsorte je nach Sportart.
Der Supercup wird in Zusammenarbeit der vier Sportverbände Swiss Basketball, Schweizerischer Handball-Verband, swiss unihockey und Swiss Volley veranstaltet und stellt deren offizielle Titelkämpfe dar. Hauptsponsor der Veranstaltung ist die Schweizerische Mobiliar.

## Geschichte
Vor dem gemeinsamen Supercup führte der Schweizerische Handball-Verband bereits seit 1999 als SuperCup einen solchen Wettbewerb bei den Männern durch. Zusätzlich gab es zwei Austragungen (2000 & 2001) bei den Frauen.
Auch im Volleyball gab es von 1995 bis 1999 sowie 2002 bis 2011 einen Supercup.
Bisher keinen solchen Wettbewerb hatten die Sportarten Unihockey und Basketball.

## Spiele

### Basketball

#### Damen
| Jahr | Austragungsort               | Meister          | Pokalsieger          | Ergebnis |
| ---- | ---------------------------- | ---------------- | -------------------- | -------- |
| 2015 | Hallenstadion, Zürich        | Hélios VS Basket | Elfic Fribourg       | 47:72    |
| 2016 | St. Leonhard-Halle, Freiburg | Hélios VS Basket | Fizzy Riva Muraltese | 79:46    |
| 2017 | St. Leonhard-Halle, Freiburg | Hélios VS Basket | BC Winterthur        | 65:70    |

#### Herren
| Jahr | Austragungsort               | Meister             | Pokalsieger                          | Ergebnis |
| ---- | ---------------------------- | ------------------- | ------------------------------------ | -------- |
| 2015 | Hallenstadion, Zürich        | Les Lions de Genève | Lugano Tigers                        | 66:74    |
| 2016 | St. Leonhard-Halle, Freiburg | Fribourg Olympic    | Union Neuchâtel Basket (Cupfinalist) | 75:55    |
| 2017 | St. Leonhard-Halle, Freiburg | BBC Monthey         | Lions de Genève                      | 65:80    |

1. ↑  Fribourg Olympic hat in der Saison 2015/16 das Double gewonnen.

### Handball

#### Damen
| Jahr | Austragungsort         | Meister           | Pokalsieger                       | Ergebnis |
| ---- | ---------------------- | ----------------- | --------------------------------- | -------- |
| 2015 | Hallenstadion, Zürich  | LK Zug            | DHB Rotweiss Thun (Vizemeister)   | 35:31    |
| 2016 | Saalsporthalle, Zürich | Spono Eagles      | LC Brühl Handball                 | 32:27    |
| 2017 | Saalsporthalle, Zürich | LC Brühl Handball | LK Zug (Vizemeister)              | 35:31    |
| 2018 | WIN4 Arena, Winterthur | Spono Eagles      | LC Brühl St. Gallen (Vizemeister) | 25:22    |
| 2019 | WIN4 Arena, Winterthur | LC Brühl Handball | Spono Eagles                      | 29:28    |
| 2020 | WIN4 Arena, Winterthur | LC Brühl Handball | Spono Eagles                      | 27:28    |

1. ↑  LK Zug hat in der Saison 2014/15 das Double gewonnen.
2. ↑  LC Brühl St. Gallen hat in der Saison 2016/17 das Double gewonnen.
3. ↑  Spono Eagles hat in der Saison 2017/18 das Double gewonnen.
4. ↑  Da die Meisterschaft und der Cup abgebrochen wurde, spielten die zwei Mannschaften, welche sich für den Cupfinal qualifiziert haben, den SuperCup.

#### Herren
| Jahr | Austragungsort         | Meister               | Pokalsieger                            | Ergebnis |
| ---- | ---------------------- | --------------------- | -------------------------------------- | -------- |
| 2015 | Hallenstadion, Zürich  | Kadetten Schaffhausen | Pfadi Winterthur                       | 30:21    |
| 2016 | Saalsporthalle, Zürich | Kadetten Schaffhausen | TSV St. Otmar St. Gallen (Cupfinalist) | 30:23    |
| 2017 | Saalsporthalle, Zürich | Kadetten Schaffhausen | Wacker Thun                            | 28:21    |
| 2018 | WIN4 Arena, Winterthur | Wacker Thun           | Pfadi Winterthur                       | 17:26    |
| 2019 | WIN4 Arena, Winterthur | Kadetten Schaffhausen | Wacker Thun                            | 31:20    |
| 2020 | WIN4 Arena, Winterthur | Kadetten Schaffhausen | HSC Suhr Aarau                         | 20:25    |

1. ↑  Kadetten Schaffhausen hat in der Saison 2015/16 das Double gewonnen.
2. ↑  Da die Meisterschaft und der Cup abgebrochen wurde, spielten die zwei Mannschaften, welche sich für den Cupfinal qualifiziert haben, den SuperCup.

### Unihockey

#### Damen
| Jahr | Austragungsort         | Meister               | Pokalsieger                | Ergebnis  |
| ---- | ---------------------- | --------------------- | -------------------------- | --------- |
| 2015 | Hallenstadion, Zürich  | Piranha Chur          | UHC Dietlikon              | 3:4 n. V. |
| 2016 | Saalsporthalle, Zürich | Piranha Chur          | UHC Dietlikon              | 3:4       |
| 2017 | Saalsporthalle, Zürich | UHC Dietlikon         | Piranha Chur (Cupfinalist) | 4:3       |
| 2018 | Saalsporthalle, Zürich | Piranha Chur          | Kloten-Dietlikon Jets      | 5:4 n. V. |
| 2019 | Saalsporthalle, Zürich | Kloten-Dietlikon Jets | Piranha Chur               | 1:7       |

1. ↑  UHC Dietlikon hat in der Saison 2016/17 das Double gewonnen.

#### Herren
| Jahr | Austragungsort         | Meister          | Pokalsieger              | Ergebnis  |
| ---- | ---------------------- | ---------------- | ------------------------ | --------- |
| 2015 | Hallenstadion, Zürich  | SV Wiler-Ersigen | Alligator Malans         | 6:2       |
| 2016 | Saalsporthalle, Zürich | GC Zürich        | Floorball Köniz          | 8:9 n. V. |
| 2017 | Saalsporthalle, Zürich | SV Wiler-Ersigen | GC Zürich                | 3:2       |
| 2018 | Saalsporthalle, Zürich | Floorball Köniz  | SV Wiler-Ersigen         | 6:3       |
| 2019 | Saalsporthalle, Zürich | SV Wiler-Ersigen | Unihockey Tigers Langnau | 12:1      |

### Volleyball

#### Damen
| Jahr | Austragungsort               | Meister                                | Pokalsieger                       | Ergebnis |
| ---- | ---------------------------- | -------------------------------------- | --------------------------------- | -------- |
| 2015 | Hallenstadion, Zürich        | Volley Köniz (Vizemeister)             | TS Volley Düdingen (Cupfinalist)  | 2:3      |
| 2016 | St. Leonhard-Halle, Freiburg | VBC Voléro Zürich                      | Sm’Aesch Pfeffingen (Cupfinalist) | 3:0      |
| 2017 | St. Leonhard-Halle, Freiburg | VBC Voléro Zürich                      | Sm’Aesch Pfeffingen (Cupfinalist) | 3:2      |
| 2018 | Mobiliar Arena, Gümligen     | Sm’Aesch Pfeffingen (Playoff-Finalist) | Viteos NUC (Cupfinalist)          | 1:3      |
| 2019 | Mobiliar Arena, Gümligen     | Viteos NUC                             | Sm’Aesch Pfeffingen (Cupfinalist) | 3:2      |
| 2020 | Mobiliar Arena, Gümligen     | Sm’Aesch Pfeffingen                    | Viteos NUC                        | 3:0      |

1. 1 2  Voléro Zürich hat in der Saison 2014/15 das Double gewonnen, verzichtet aber aufgrund internationaler Verpflichtungen auf die Teilnahme.
2. ↑  Voléro Zürich hat in der Saison 2015/16 das Double gewonnen.
3. ↑  Voléro Zürich hat in der Saison 2016/17 das Double gewonnen.
4. ↑  Viteos NUC hat in der Saison 2018/19 das Double gewonnen.
5. ↑  Da die Meisterschaft und der Cup abgebrochen wurde, spielten die zwei Mannschaften, welche sich für den Cupfinal qualifiziert haben, den SuperCup.

#### Herren
| Jahr | Austragungsort               | Meister          | Pokalsieger                 | Ergebnis |
| ---- | ---------------------------- | ---------------- | --------------------------- | -------- |
| 2015 | Hallenstadion, Zürich        | Pallavolo Lugano | Lausanne UC                 | 1:3      |
| 2016 | St. Leonhard-Halle, Freiburg | Volley Amriswil  | Volley Näfels               | 4:0      |
| 2017 | St. Leonhard-Halle, Freiburg | Volley Amriswil  | Volley Näfels (Cupfinalist) | 3:1      |
| 2018 | Mobiliar Arena, Gümligen     | Lausanne UC      | Volley Amriswil             | 3:0      |
| 2019 | Mobiliar Arena, Gümligen     | Lausanne UC      | Volley Amriswil             | 2:3      |
| 2020 | Mobiliar Arena, Gümligen     | Volley Luzern    | Lausanne UC                 | 3:0      |

1. ↑  Volley Amriswil hat in der Saison 2016/17 das Double gewonnen.
2. ↑  Da die Meisterschaft und der Cup abgebrochen wurde, spielten die zwei Mannschaften, welche sich für den Cupfinal qualifiziert haben, den SuperCup.